# Loretta Walz

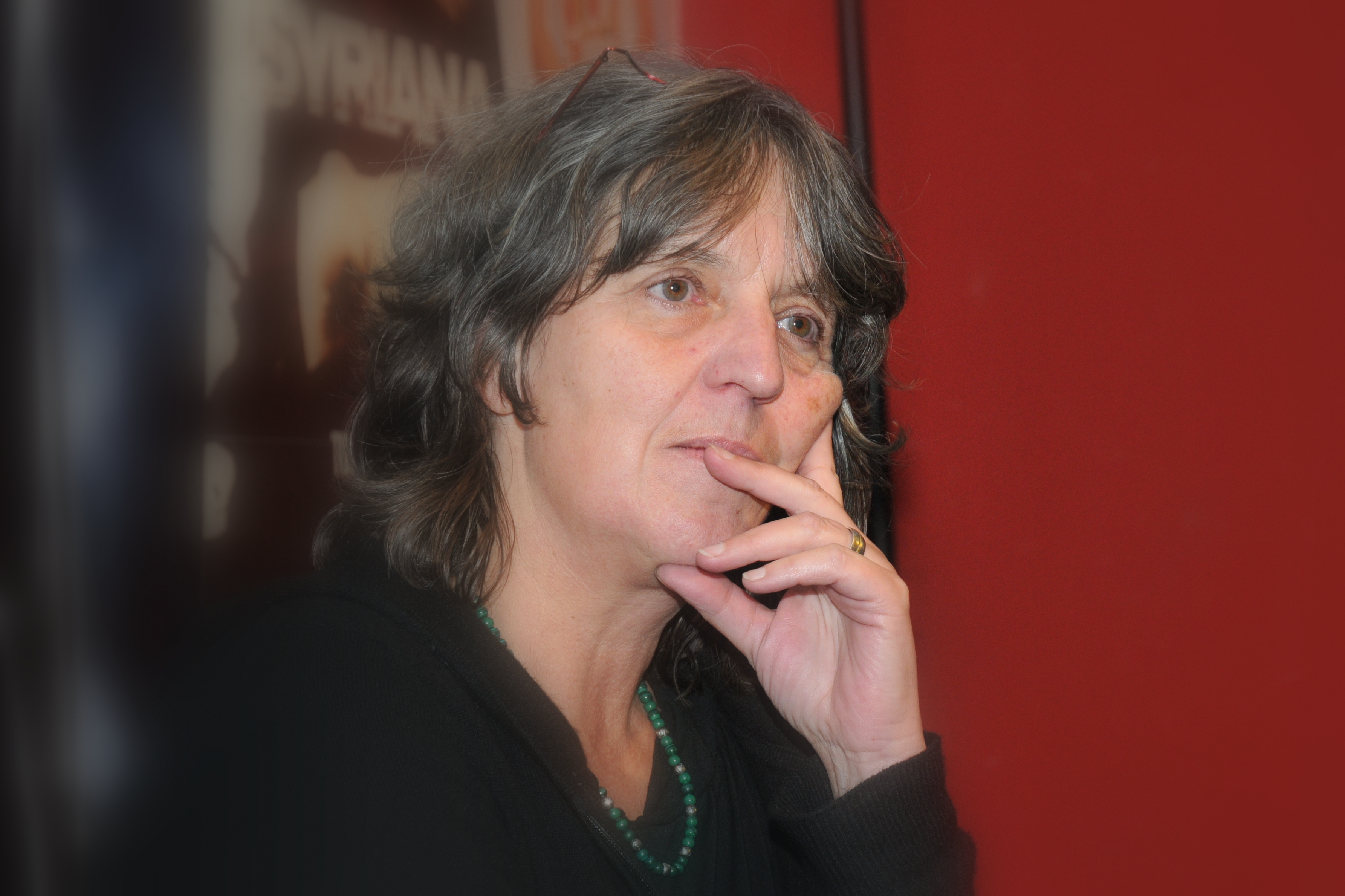
Loretta Walz, 2012

Loretta Walz (* 1955 in Stuttgart) ist eine deutsche Regisseurin, Autorin, Filmproduzentin und Dozentin für Filmproduktion und Mediengestaltung u. a. an der Universität Luxemburg, von 1988 bis 2008 lehrte sie an der UdK Berlin. Walz wurde im Jahr 2006 für den Film Die Frauen von Ravensbrück mit dem Adolf-Grimme-Preis ausgezeichnet und erhielt im selben Jahr das Bundesverdienstkreuz am Bande für ihr Lebenswerk. Ihre filmischen Schwerpunkte sind Dokumentarfilme im Themen-Bereich Geschichte und Biografie.

## Leben
Walz’ Schwerpunkt liegt bei Dokumentarfilmen im Bereich Geschichte und Biografie. Seit 1980 ist sie in diesem Bereich tätig. In zahlreichen ihrer Filme kommen Opfer des Nationalsozialismus zu Wort. Die Interviews spiegeln unterschiedliche Lebenssituationen während der Zeit des Naziregimes in Deutschland wider – von der Verfolgung über Widerstand bis hin zu alltäglichen Zwängen.
Im Januar 2005 erschien ihr Buch Und dann kommst Du dahin an einem schönen Sommertag – Die Frauen von Ravensbrück. Darin werden 35 Zeitzeuginnen vorgestellt, die im Konzentrationslager Ravensbrück inhaftiert waren. Die Autorin greift in der darauf folgenden, preisgekrönten Filmdokumentation auf über 200 Videoporträts zurück, die sie mit Frauen aus 15 Ländern über einen Zeitraum von 25 Jahren erstellt hat. Loretta Walz wurde 2006 für ihren Film Die Frauen von Ravensbrück mit dem Adolf-Grimme-Preis ausgezeichnet, im selben Jahr wurde ihr für Film und Buch Und dann kommst du dahin an einem schönen Sommertag und ihr Lebenswerk das Bundesverdienstkreuz am Bande verliehen. Walz’ Arbeiten liegen in der dokumentarischen Tradition Eberhard Fechners und Claude Lanzmanns.
Im Jahr 1980 begann sie mit der Arbeit an der Interview-Sammlung Widerstand leben – Frauenbiographien, die bis heute andauert. Seit 1980 hat Loretta Walz mit diesem Projekt eine der größten Sammlungen von Videointerviews mit Überlebenden der Nazizeit geschaffen. Die Sammlung umfasst insgesamt über 750 Stunden Bildmaterial. In einem Online-Videoarchiv sollen langfristig alle Interviews für die Bildungsarbeit sowie für Wissenschaft und Forschung zur freien Verfügung gestellt werden. Im September 2010 wurde die erste Staffel der Datenbank mit 50 Interviews für die Nutzung für Schulen freigeschaltet.
Seit 1980 besteht die Produktionsfirma Loretta Walz Videoproduktion, die Dokumentarfilme für Kino und Fernsehen anbietet und Beiträge für die Jugend- und Erwachsenenbildung, für Gedenkstätten und Museen zu allen Themenbereichen um Geschichte und Biografie erstellt. Walz lebte ab 1981 in Berlin, seit 2007 in Düsseldorf.

## Filmografie (Auswahl)
- 1982 Halt dich an Deiner Liebe fest, Porträt Rio Reiser und Ralph Lanrue, WDR, Regie: Albrecht Metzger, Rolf Schnieders, Loretta Walz
- 1983 Allein machen sie dich ein..., Musikfilm mit Ton Steine Scherben und Schroeders Roadshow, Regie: Christian Wagner, Rolf Schnieders, Albrecht Metzger, Loretta Walz (1992, 1995 und 1998 Sendung im WDR/Rockpalast)
- 1985 Zum Beispiel San Francisco – Eine Stadt lebt mit AIDS, Buch und Regie: Loretta Walz, Rolf Schnieders; in Zusammenarbeit mit der Deutschen AIDS-Hilfe e. V., Berlin, gefördert von der Bundeszentrale für gesundheitliche Aufklärung, Bonn
- 1987 Man mußte doch was tun ... Regie: Loretta Walz u. a., Porträt einer deutschen Widerstandskämpferin, Oktober 1989: DDR1, Oktober 1990: DFF1
- 1988 Internationales Komitee der Lagergemeinschaft Ravensbrück in Hamburg, Auftragsproduktion für das WDR-Frauenprogramm, Regie: Loretta Walz
- 1989 Darüber spricht man nicht, Verfilmung eines Kinder-Theaterstücks Rote Grütze für Jugendarbeit und Schule, Regie: Loretta Walz
- 1991 Heinz, was wolltest Du in Stalingrad?, Fernseh-Dokumentation für den Deutschen Fernsehfunk, Regie Loretta Walz
- 1991–1998 Wissenschaftliches Filmprojekt für die Deutsche Arbeitsschutz-Ausstellung (DASA), Dortmund, zur Erstellung von interaktiven Ausstellungsfilmen mit Arbeitsbiographien verschiedener Berufsgruppen
- 1992 Es steht mir zu, zu leben, Regie: Loretta Walz, Videoporträt Esther Bejarano, in Zusammenarbeit mit der Mahn- und Gedenkstätte Ravensbrück
- 1993 Das Haus am Waldrand, Es gab auch wunderschöne Farben..., Kalter Frühling in Kleinmachnow, drei Filme zur Lehrer-Weiterbildung des Landes Brandenburg, Regie: Alexander von Plato Loretta Walz u. a., im Auftrag des Bildungsministeriums, Potsdam, Abt. Vergangenheitsbewältigung
- 1993 France Bloch-Sérazin – Auf den Spuren einer mutigen Frau, Porträt einer französischen Widerstandskämpferin, Regie Loretta Walz, Förderung durch das Hamburger Filmbüro, Fernsehfassung im Auftrag des NDR, Lichtblick Filmproduktion, Hamburg
- 1994 Lebensgeschichtliches Filmprojekt für die interaktive Präsentation zum Thema: Wiedergutmachung in Bundesrepublik und DDR, im Auftrag des Hauses der Geschichte, Bonn, in Zusammenarbeit mit dem Institut für Geschichte und Biographie der Fernuniversität Hagen
- 1995 Man nannte uns Kaninchen, Die medizinischen Versuche an polnischen Frauen in Ravensbrück, Buch und Regie: Loretta Walz, gefördert vom Ministerium für Arbeit, Soziales, Gesundheit und Frauen des Landes Brandenburg
- 1996 Sowjetisches Speziallager Nr. II Buchenwald, Wissenschaftliches Filmprojekt für die interaktive Präsentation im Auftrag der Gedenkstätte Buchenwald, Buch und Regie: Alexander von Plato und Loretta Walz
- 1996 Lebensgeschichtliches Filmprojekt für die interaktive Präsentation zum Thema: Russische Kriegsgefangene in Deutschland – deutsche Kriegsgefangene in Russland, im Auftrag des Hauses der Geschichte, Bonn, in Zusammenarbeit mit dem Institut für Geschichte und Biographie der Fernuniversität Hagen
- 1997 Zwangsarbeit bei Siemens, Beiträge für WDR und ZDF zum Thema Siemens-Lager im Frauen KZ Ravensbrück
- 1998 Die Konzentrationslager in Moringen, Filmprojekt für die interaktive Präsentation in der Gedenkstätte, im Auftrag der Gedenkstätte Moringen, Regie: Loretta Walz
- 1999 Wehrmachtsjustiz in Torgau, wissenschaftliches Filmprojekt für die interaktive Präsentation im Museum, im Auftrag der Stiftung Sächsische Gedenkstätten, Buch und Regie: Alexander von Plato und Loretta Walz
- 2000 Zwangsarbeit für die SS-Wirtschaft, interaktives Filmprojekt über die SS-Textilwirtschaft im Frauen KZ Ravensbrück, im Auftrag der Mahn- und Gedenkstätte Ravensbrück, gefördert vom Ministerium für Arbeit, Gesundheit, Soziales und Frauen des Landes Brandenburg, Buch und Regie: Loretta Walz
- 2001 Wir hatten uns nichts vorzuwerfen, Bei uns werdet ihr nichts zu lachen haben, Dokumentation in zwei Teilen über die Verfolgung der Zeugen Jehovas im Nationalsozialismus und in der DDR, Buch: Loretta Walz und Günter Hoffmann, Regie: Loretta Walz
- 2002 . . . in drei Tagen hatten wir alles verloren. Frauen aus Lidice erzählen, Regie: Loretta Walz, Buch: Loretta Walz, Uta Fröhlich, Eva Pluharová-Grigienersch
- 2003 Wenn ich mal nicht mehr da bin, Dokumentarfilm über Hildegard Schäfer, Überlebende des Frauen-KZ Ravensbrück, Regie: Loretta Walz, Südwestfernsehen Rheinland-Pfalz
- 2005 Die Frauen von Ravensbrück, Regie: Loretta Walz, Buch: Loretta Walz und Thomas Walther, D. 2006, in Koproduktion mit Greta Film, MDR, RBB und SWR, Nominierungen zum Prix Europa (2005) und zum Förderpreis der Baden-Württembergischen Filmindustrie (2005) / Adolf-Grimme-Preis 2006
- 2006 Die Bautzener Gefängnisse, Regie: Loretta Walz, D. 2006, im Auftrag der Gedenkstätte Bautzen
- 2011 Im Schatten des Gulag – als Deutsche unter Stalin geboren, Regie Loretta Walz, Buch: Annette Leo und Loretta Walz – in Koproduktion mit mdr und rbb, gefördert von der Bundesstiftung zur Aufarbeitung der SED-Diktatur sowie der Filmstiftung NRW[7]
- 2012–2014 Interviews mit Zeitzeugen des 2. Weltkriegs in Luxemburg und der Großregion: Mehr als 100 lebensgeschichtliche Interviews im Auftrag der Universität Luxemburg im Rahmen des Forschungsprojekts PARTIZIP 2
- 2013 Beitrag in: "Erinnern an Zwangsarbeit, Zeitzeugen-Interviews in der digitalen Welt" (Hrsg. von Nicolas Apostolopoulos und Cord Pagenstecher); 2013, Metropol Verlag, Berlin
- 2013  Filme für die neue Hauptausstellung der Gedenkstätte Ravensbrück, Buch und Regie: Loretta Walz, im Auftrag der Stiftung Brandenburgische Gedenkstätten/Mahn- und Gedenkstätte Ravensbrück
- 2014 Beitrag in: "Das Frauen-Konzentrationslager Ravensbrück, Neue Beiträge zur Geschichte und Nachgeschichte", Forschungsbeiträge und Materialien der Stiftung Brandenburgische Gedenkstätten, Band 12 (Hrsg. von Insa Eschebach, 2014 Metropol Verlag, Berlin)
- 2014 Dora – KZ des „Totalen Krieges“, Einführungsfilm für die Gedenkstätte Mittelbau-Dora, 42 Minuten, Regie: Loretta Walz, D 2014, im Auftrag der Stiftung Gedenkstätten Buchenwald und Mittelbau-Dora[8]
- 2015 Autorin des Länderkapitels Luxemburg für die Ausstellung des Deutschen Historischen Museums: „1945 Niederlage. Befreiung. Neuanfang. Zwölf Länder Europas nach den zweiten Weltkrieg“
- 2010–2017 Ausbau des Online-Archivs „Die Frauen von Ravensbrück – das Videoarchiv“ – Online-Interview-Archiv für Schule und Bildungsarbeit mit ca. 100 Interviews mit Überlebenden der KZ Moringen, Lichtenburg und Ravensbrück; in Zusammenarbeit mit dem Waidak Media e.V., Berlin und der Hektor + Rydzewski GmbH, Düsseldorf (gefördert vom Ministerium für Bildung, Jugend und Sport des Landes Brandenburg)[9]

## Auszeichnungen
- 2006 für den Film Die Frauen von Ravensbrück mit dem Adolf-Grimme-Preis
- 2006 für Film und Buch das Bundesverdienstkreuz am Bande